# Fernandocrambus nergaellus
Fernandocrambus nergaellus là một loài bướm đêm trong họ Crambidae.